# Fortyfikacje Valletty

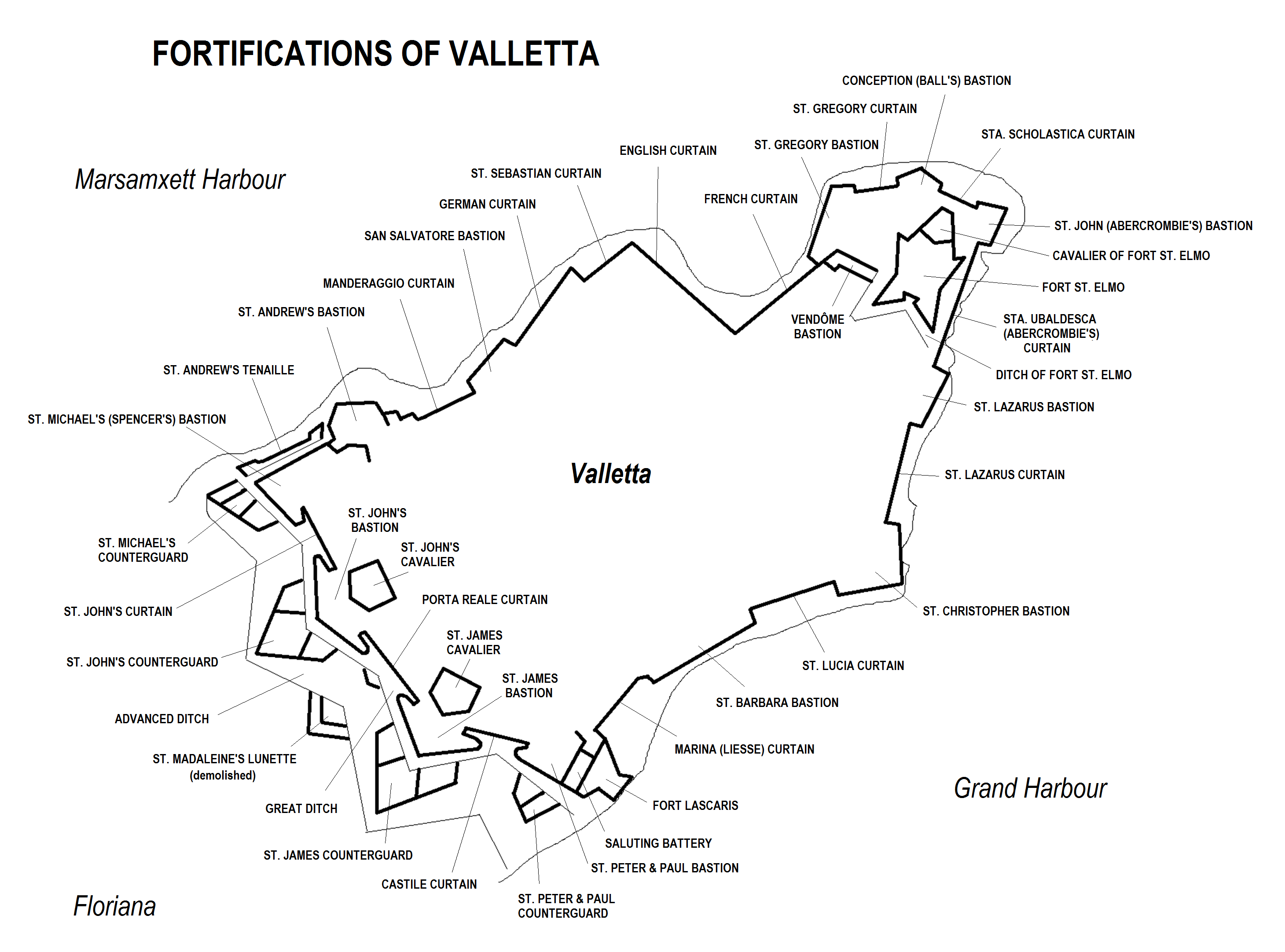
Mapa fortyfikacji Valletty

Fortyfikacje Valletty (malt. Is-Swar tal-Belt Valletta) – ciąg murów obronnych i innych fortyfikacji, otaczających stołeczne miasto Valletta na Malcie. Pierwszym elementem fortyfikacji był, zbudowany w 1552, fort św. Elma, lecz budowę fortyfikacji wokół miasta rozpoczęto w 1566, z funduszów wielkiego mistrza Jeana de Valette. Fortyfikacje były modyfikowane w ciągu wieków, z wybudowaną w 1856, jako ostatni element obronny, baterią Lascaris. Większość umocnień pozostała do dziś nienaruszona.
Miasto Valletta, na równi z Nokozją na Cyprze, było uważane za praktyczny przykład idealnego miasta Renesansu, i odnosiło się to tak do fortyfikacji, jak i życia codziennego w mieście. Fortyfikacje były dobrze znane w Europie w XVII wieku, i mogły mieć wpływ na projekt części Twierdzy Luksemburg. W książce z 1874 Valletta została określona jako „jedno z najlepiej ufortyfikowanych miast na świecie.” Dzisiaj fortyfikacje Valletty uważane są za najważniejsze z wszystkich fortyfikacji Malty i są częścią światowego dziedzictwa UNESCO.

## Historia

### Tło historyczne
Budowa ufortyfikowanego miasta na półwyspie Sciberras była brana pod uwagę po raz pierwszy w 1524, kiedy Zakon św. Jana wysłał komisję, w celu sprawdzenia przydatności wysp maltańskich. W tym czasie, jedyną fortyfikacją na półwyspie była wieża strażnicza, zbudowana przez Aragończyków w 1488. Wieża została wzmocniona w 1533, lecz planowane miasto nie zostało zbudowane, ponieważ Zakon skoncentrował się na budowie fortyfikacji Birgu, które stało się jego bazą.
W 1551 wojska osmańskie, po krótkim, nieudanym ataku na Maltę, zdobyły Gozo a następnie Trypolis, czego rezultatem było ustanowienie przez Zakon komisji, w celu poprawienia fortyfikacji na wyspie. W 1552, aragońska strażnica została zburzona, a na jej miejscu zbudowano fort Saint Elmo. Fort odegrał doniosłą rolę podczas Wielkiego Oblężenia Malty w 1565. Wprawdzie ostatecznie upadł po miesiącu zażartej walki, podczas której został zabity osmański generał Turgut, ale rycerze Zakonu utrzymali się w Birgu i Senglei aż do czasu przybycia wojsk pomocniczych, i oblężenie zostało odparte.

### Budowa
Po tym, jak Zakon wyszedł zwycięsko z oblężenia, otrzymał finansową pomoc z Europy, która została spożytkowana na zbudowanie nowej stolicy na półwyspie Sciberras. Papież wysłał włoskiego inżyniera Francesco Laparelliego, aby ten zaprojektował fortyfikacje miejskie, które zostały zaprojektowane jako włoski system bastionów. Oryginalny projekt Laparelliego składał się z otoczonego bastionami rdzenia (enceinte), z dziewięcioma nadszańcami (ang. cavalier) oraz fosy. Miasto zostało zaprojektowane według systemu hippodamejskiego, miało zawierać arsenał dla floty oraz manderaggio (port dla małych statków).
Kamień węgielny nowego miasta został położony przez wielkiego mistrza Jeana de Valette 28 marca 1566, a miasto zostało nazwane Valletta na jego cześć. Mury miejskie były jednymi z pierwszych konstrukcji budowlanych, postawionych w mieście, i w większości zostały skończone w latach 1570. W trakcie stawiania murów dokonano pewnych zmian w stosunku do projektu, i tylko dwa nadszańce zostały zbudowane, a arsenału i manderaggio nigdy nie zbudowano. Fort Saint Elmo, który został poważnie uszkodzony podczas oblężenia w 1565, został odbudowany i włączony w system murów miejskich.
Miasto Valletta oficjalnie zostało stolicą Malty oraz siedzibą Zakonu w dniu 18 marca 1571, jakkolwiek ciągle nie było ukończone. Na koniec XVI w. Valletta była największym skupiskiem mieszkańców na Malcie.

### Ulepszenia i imodyfikacje

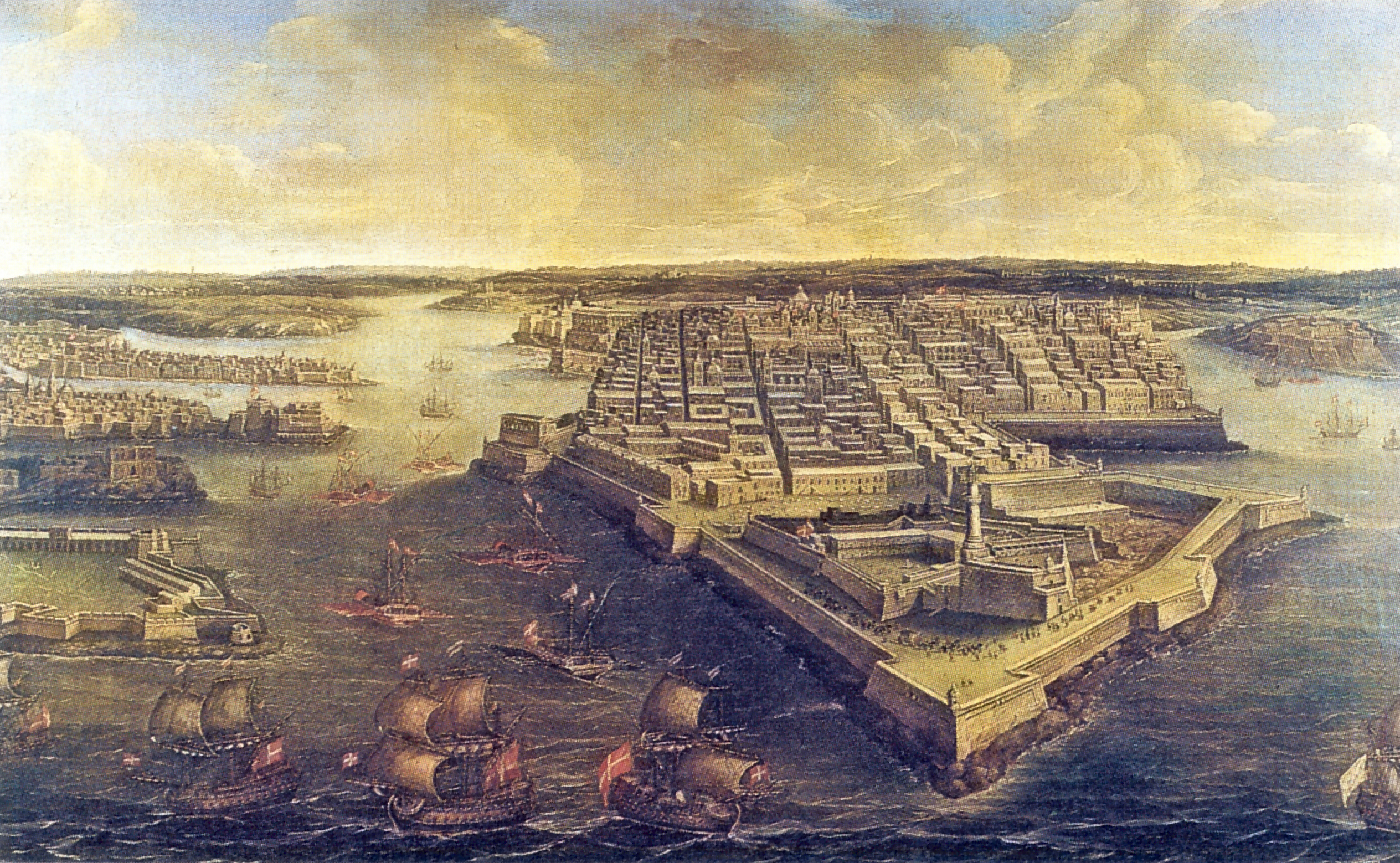
Widok Valletty i Wielkiego Portu w 1801

W wiekach XVII i XVIII fortyfikacje Valletty były wzmacniane poprzez budowę różnych konstrukcji wysuniętych przed ich główną linię, wliczając w to cztery przeciwstraże wzdłuż przedpola, jak również osłoniętą drogę na przeciwskarpie (ang. covertway) oraz przedstok (ang. glacis). W późnych latach 1680. północny koniec półwyspu, wraz z fortem St. Elmo, został również włączony w system bastionów wokół rdzenia (ang. enceinte), znany jako Carafa Enceinte, aby zapobiec lądowaniu wroga od strony morza.
Pomimo tych zmian, zdawano sobie sprawę, że mury Valletty nie są wystarczająco mocne, aby wytrzymać oblężenie. W roku 1635 rozpoczęto budowę Floriana Lines, włączając w to mury frontowe Valletty. Floriana Lines były również modyfikowane w XVIII w. W latach późniejszych przedmieście Floriana rozbudowało się na terenach pomiędzy Floriana Lines a murami frontowymi Valletty, i jest teraz miastem samym w sobie.
Flanki (boczne strony) miasta zostały osłonięte później, w wiekach XVII i XVIII. Zbudowano Santa Margherita Lines, Cottonera Lines i fort Ricasoli od strony Grand Harbour, oraz fort Manoel i fort Tigné od strony Marsamxett. Późniejsze projekty, włączając w to budowę fortyfikacji na Corradino i Ta’ Xbiex, zostały wykonane, lecz nie zostały zrealizowane.

### Okupacja francuska oraz rządy brytyjskie

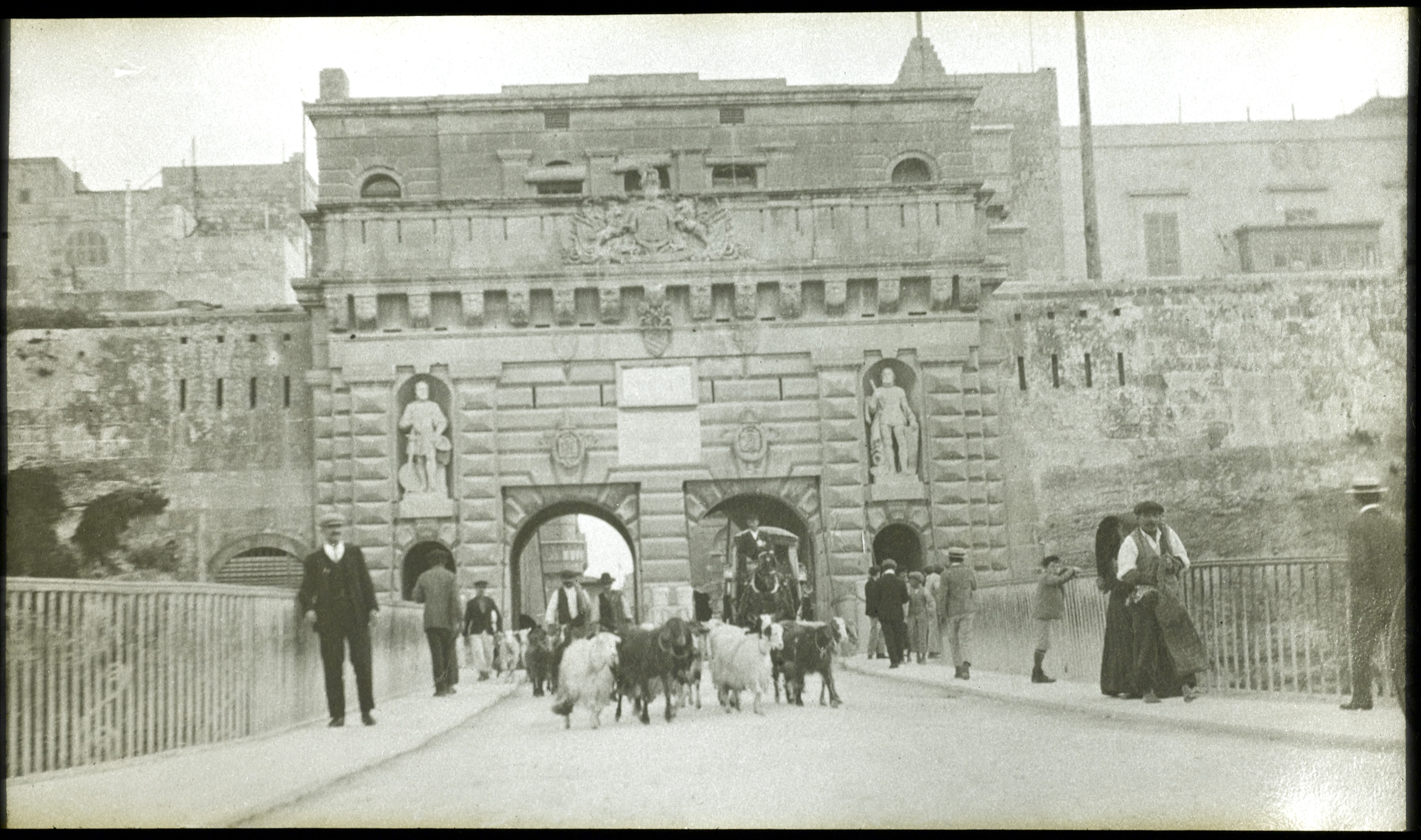
Porta Reale, zbudowana w 1853 i zburzona w 1963

Fortyfikacje Valletty zostały użyte po raz pierwszy podczas francuskiej inwazji na Maltę 9 czerwca 1798. Zakon skapitulował po trzech dniach, 12 czerwca, i Valletta oraz jej fortyfikacje przeszły w ręce Francuzów. Podczas inspekcji fortyfikacji, Napoleon podobno zauważył: „Jestem bardzo zadowolony, że oni otwarli dla nas bramy.”
Kilka miesięcy po rozpoczęciu francuskiej okupacji, Maltańczycy zbuntowali się przeciwko Francuzom i zablokowali ich na terenie Wielkiego Portu, z brytyjską, neapolitańską i portugalską pomocą. Francuzi zdołali wytrzymać w Valletcie do września 1800 roku, kiedy to generał Vaubois skapitulował przed Brytyjczykami, którzy przejęli władzę nad wyspą.
Podczas władzy Brytyjczyków fortyfikacje podlegały różnym modyfikacjom. Najbardziej znaczącą z nich była budowa fortu Lascaris w latach 1854–1856. Do innych modyfikacji można zaliczyć dodanie baterii artyleryjskich oraz betonowych podstaw dział, zmiany w strzelnicach oraz zbudowanie prochowni. Wszystkie trzy oryginalne bramy do miasta, zbudowane jeszcze przez rycerzy Zakonu, zostały zburzone, dwie z nich zostały zastąpione przez większe.
Brytyjczycy wielokrotnie w XIX w. proponowali zburzenie fortyfikacji Valletty. Pierwszy wniosek wyszedł na początku wieku od generała-majora Henry’ego Pigota. W 1853 padła propozycja, aby zburzyć Saint James Cavalier, by zrobić miejsce pod szpital wojskowy. W 1855, sir John Pynnefather zaproponował zbudowanie cytadeli na wyższym terenie półwyspu Sciberras, na miejscu przedpola Valletty i otaczającego go terenu. W 1872 proponowano zburzyć wysunięte konstrukcje na przedpolu, natomiast wyburzenie kompletne przedpola było wnioskowane w 1882. Finalnie, fortyfikacje pozostały w olbrzymiej części nietknięte, a jedynym fragmentem, który został zburzony była luneta św. Magdaleny (St. Madeleine's Lunette), ulokowana przed wejściem do miasta (na miejscu, gdzie dziś stoi Fontanna Trytona.
Fortyfikacje przestały być używane do celu, w którym zostały zbudowane, pomiędzy końcowymi latami XIX w. a początkiem XX w. Niektóre ich części, jak fort Saint Elmo, fort Lascaris oraz Saluting Battery pozostały w użyciu aż do okresu po II wojnie światowej. Fort Saint Elmo został wycofany z użycia w roku 1972. Fortyfikacje zostały wpisane na Listę Zabytków 1925.
W latach 1960. XIX-wieczna Porta Reale została zburzona, dając miejsce nowej City Gate.

### Czasy współczesne

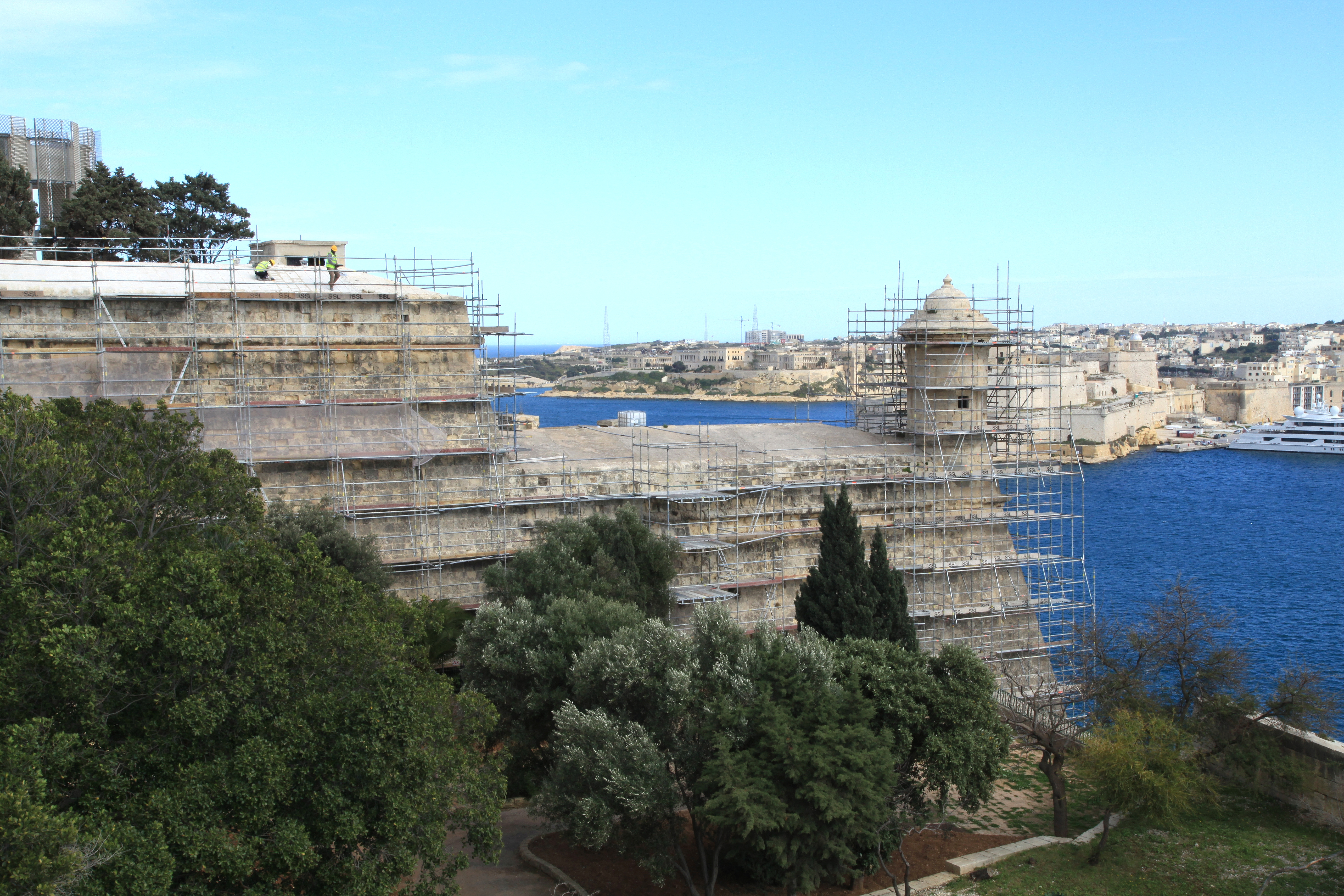
Odnawianie St. Peter and St. Paul Counterguard (przeciwstraż) w 2013

Pierwsze plany odnowienia fortyfikacji Valletty, równolegle z fortyfikacjami Birgu, Mdiny oraz Cittadelli, zostały zrobione w roku 2006. Prace rozpoczęły się w roku 2010, na podstawie projektu opisywanego jako „największy w stuleciu”. „Dzicy lokatorzy” zostali usunięci z publicznych terenów wokół fortyfikacji. Górna część fortu St. Elmo została odnowiona, jego dolne części – wyczyszczone. Kaplica św. Rocha w St. Michael Counterguard, zbombardowana w czasie II wojny światowej, została odbudowana w roku 2014.
W roku 2011, Brama Miejska, zbudowana w latach 1960., została zburzona, i nowa City Gate została ukończona w 2014.

## Układ fortyfikacji

### Fortyfikacje frontowe

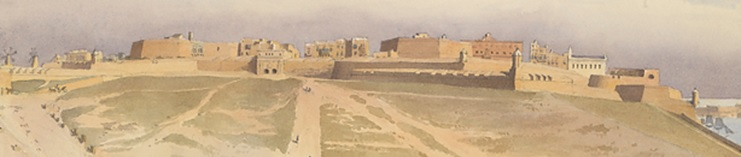
Fragment obrazu Edwarda Fanshawe z 1858 r., przedstawiający mury frontowe Valletty

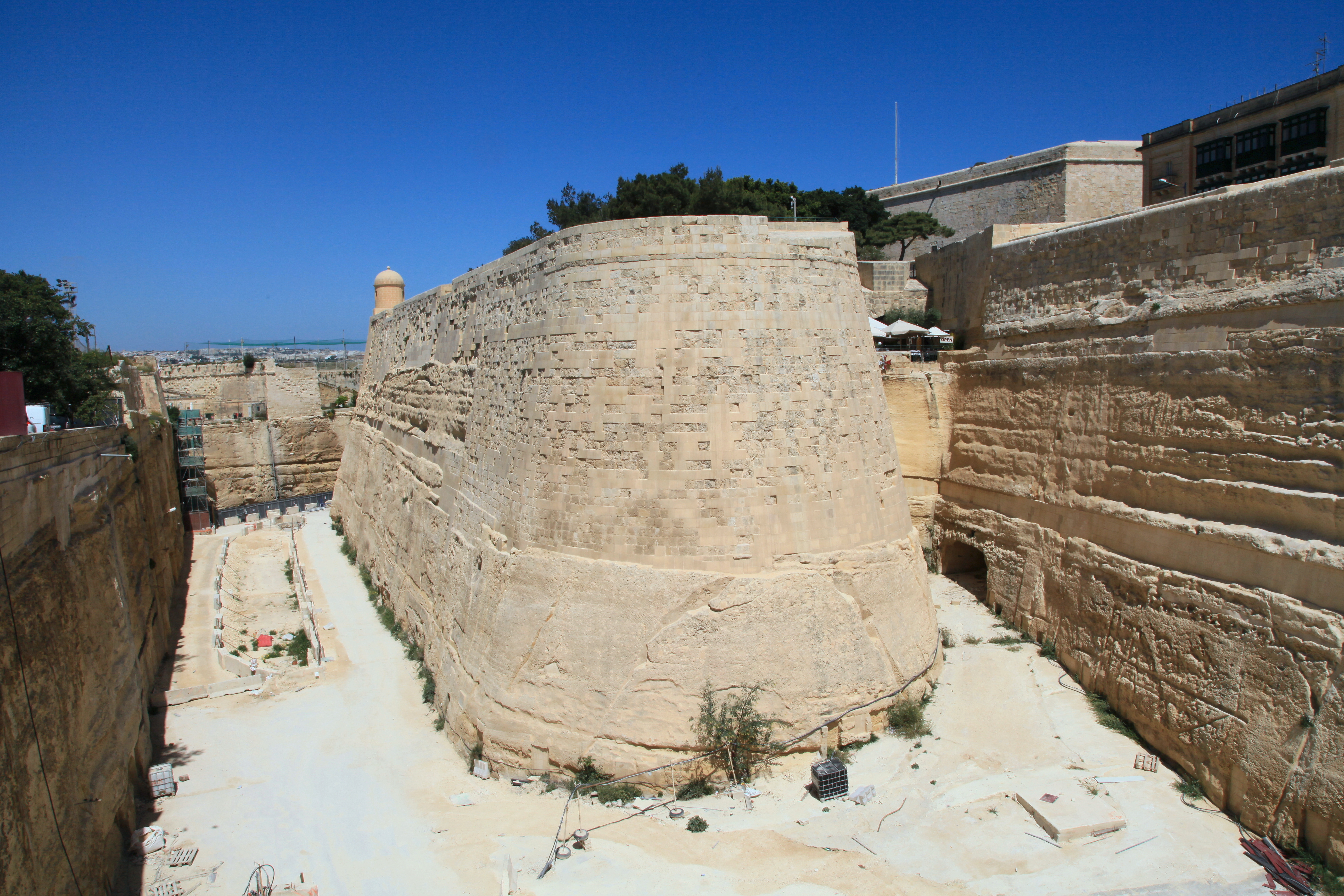
Bastion św. Jana

Fortyfikacje frontowe Valletty to system bastionów, zawierający dojście do miasta od strony lądu. W ich skład wchodzą:
- St. Michael's Bastion (Bastion św. Michała), znany też jako Spencer's Bastion (Bastion Spencera)[31] – półbastion na zachodnim krańcu murów frontowych. W r. 1674 zbudowano tam dwa wiatraki, zburzone w XIX w.[32] Aktualnie bastion tworzy część Ogrodów Hastings[33].
- St. John’s Curtain (Kurtyna św. Jana) – mur obronny łączący bastiony św. Michała oraz św. Jana. Tworzy on teraz część Ogrodów Hastings[34].
- St. John’s Bastion (Bastion św. Jana) – wielki bastion rozwartokątny, z odtworzoną bartyzaną na jego wystającym narożniku. W tej chwili tworzy część Ogrodów Hastings[35].
  - St. John’s Cavalier (Nadszaniec św. Jana) – pięcioboczny nadszaniec, górujący nad bastionem św. Jana. Aktualnie mieści ambasadę Suwerennego Rycerskiego Zakonu Szpitalników Świętego Jana na Malcie[36].
- Porta Reale Curtain (Kurtyna Porta Reale) – mur obronny łączący bastiony św. Jana i św. Jakuba. Główna brama miasta znajduje się w ciągu tego muru[37].
- St. James Bastion (Bastion św. Jakuba) – wielki bastion rozwartokątny, z bartyzaną na jego wystającym narożniku. Jego grube przedpiersie z ambrazurami zostało zdemontowane. Bastion jest zajmowany przez Bank Centralny Malty oraz parking samochodowy[38].
  - St. James Cavalier (Nadszaniec św. Jakuba) – pięcioboczny nadszaniec, górujący nad bastionem św. Jakuba. Mieści aktualnie centrum kulturalne[39].
- Castile Curtain (Kurtyna Castile) – mur obronny łączący bastiony św. Jakuba oraz św. Piotra i Pawła. Jego przedpiersie zostało w dużym stopniu zdemontowane, aby zrobić miejsce dla drogi wiodącej z Floriany do Valletty[40].
- St. Peter and St. Paul Bastion (Bastion św. Piotra i św. Pawła) – bastion o dwupoziomowym narożniku, znajdujący się na wschodnim krańcu murów frontowych. Górna część tworzy teraz Upper Barrakka Gardens, a dolna część mieści Saluting Battery[41]. XIX-wieczny fort Lascaris jest ulokowany poniżej bastionu.

Przed murami frontowymi znajduje się głęboka sucha fosa. W 2012 odkryto na jej dnie pozostałości stanowiska obronnego.

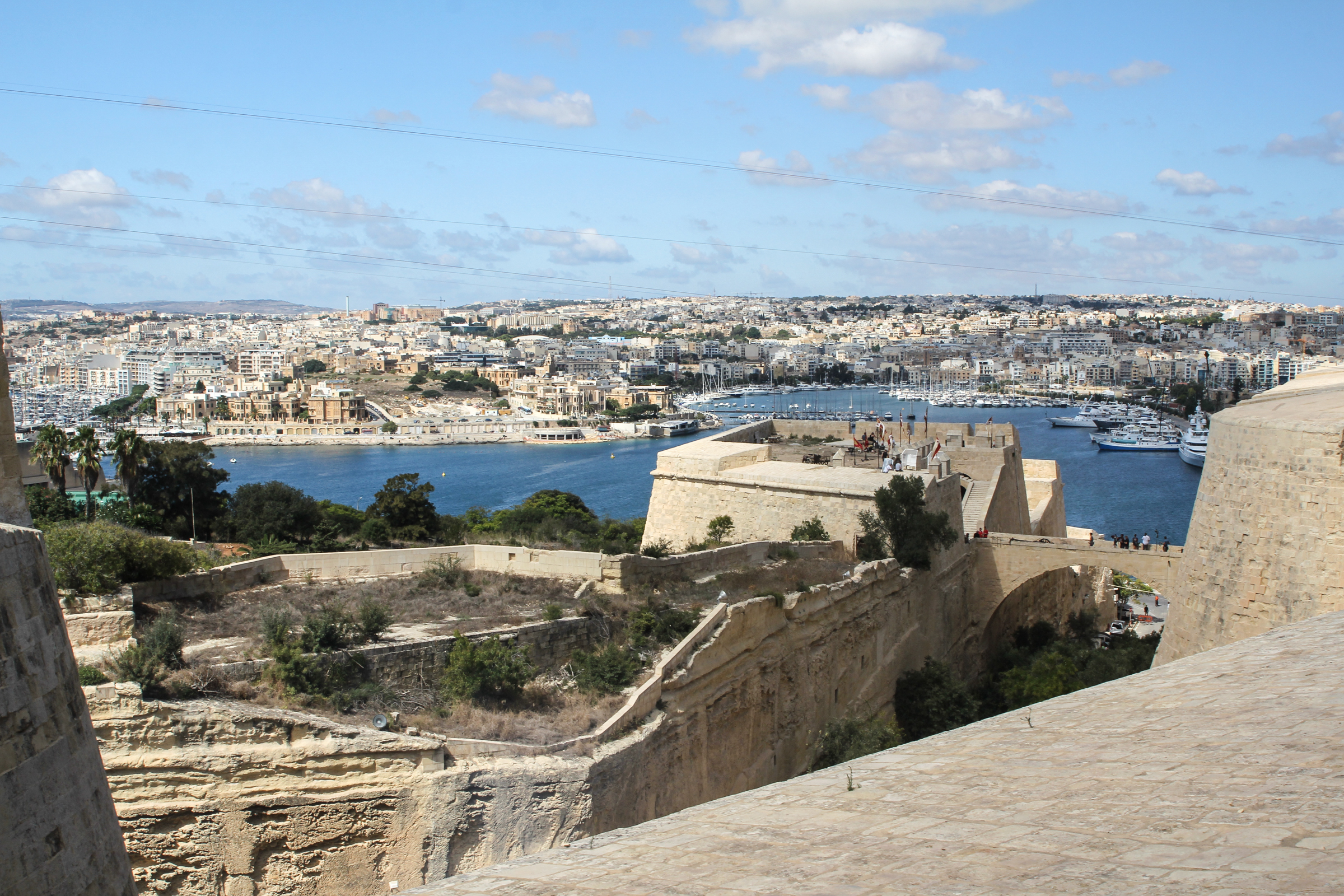
St. Michael's Counterguard oraz skład broni na szczytowej drodze przeciwskarpy (covertway) Valletty, widziane z St. John’s Curtain

Bastiony są osłaniane z przodu przez mniejsze elementy fortyfikacji:
- St. Michael's Counterguard – trzypoziomowa przeciwstraż, zbudowana w 1640 r. w pobliżu bastionu św. Michała. Niższy poziom zawiera bartyzanę na wystającym narożniku oraz małą kaplicę św. Rocha[44]. Kaplica, zniszczona w czasie II wojny światowej, została odbudowana w roku 2014.[28]
- St. John’s Counterguard – pięcioboczna przeciwstraż, zbudowana w 1640 w pobliżu bastionu św. Jana. Jej wystający narożnik zawiera bartyzanę, mieścił się tam również magazyn prochu. Jest w tej chwili używana jako boisko piłkarskie[45].
- St. Madeleine's Lunette – luneta osłaniająca Porta Reale Curtain oraz wejście do miasta. Została rozebrana w XIX w., na jej miejscu stoi teraz Fontanna Trytona[20].
- St. James Counterguard – pięcioboczna przeciwstraż, zbudowana w 1640 w pobliżu bastionu św. Jakuba. Jej wystający narożnik zawiera bartyzanę, mieścił się tam również magazyn prochu. Na centralnym poziomie znajduje się współcześnie przybudówka Banku Centralnego Malty[46].
- St. Peter and St. Paul Counterguard – dwupoziomowa przeciwstraż, zbudowana w 1640 w pobliżu bastionu św. Piotra i św. Pawła. Jej wystający narożnik zawiera bartyzanę, mieścił się tam również magazyn prochu i betonowa platforma obserwacyjna[47].

Te elementy fortyfikacji były otoczone przez czołową fosę, której tylko część jest widoczna; reszta została zasypana gruzem.

### Fortyfikacje od strony Marsamxett

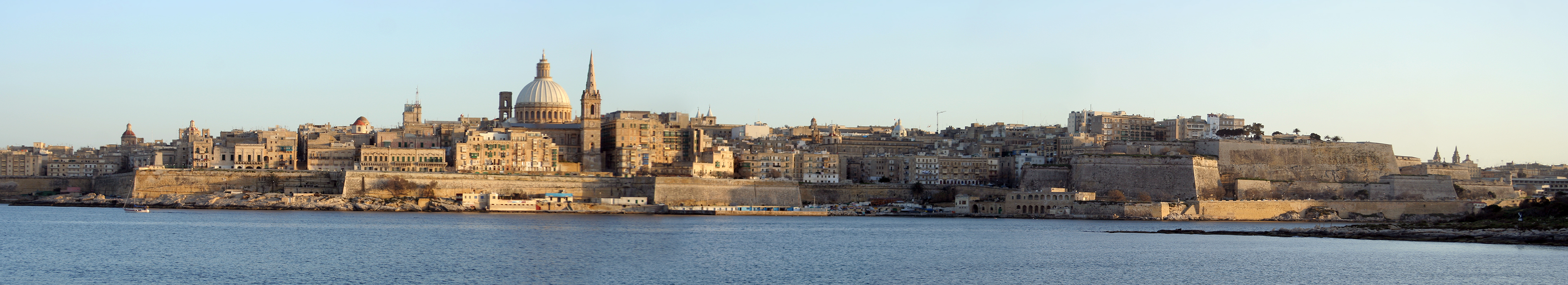
Mury obronne wzdłuż portu Marsamxett

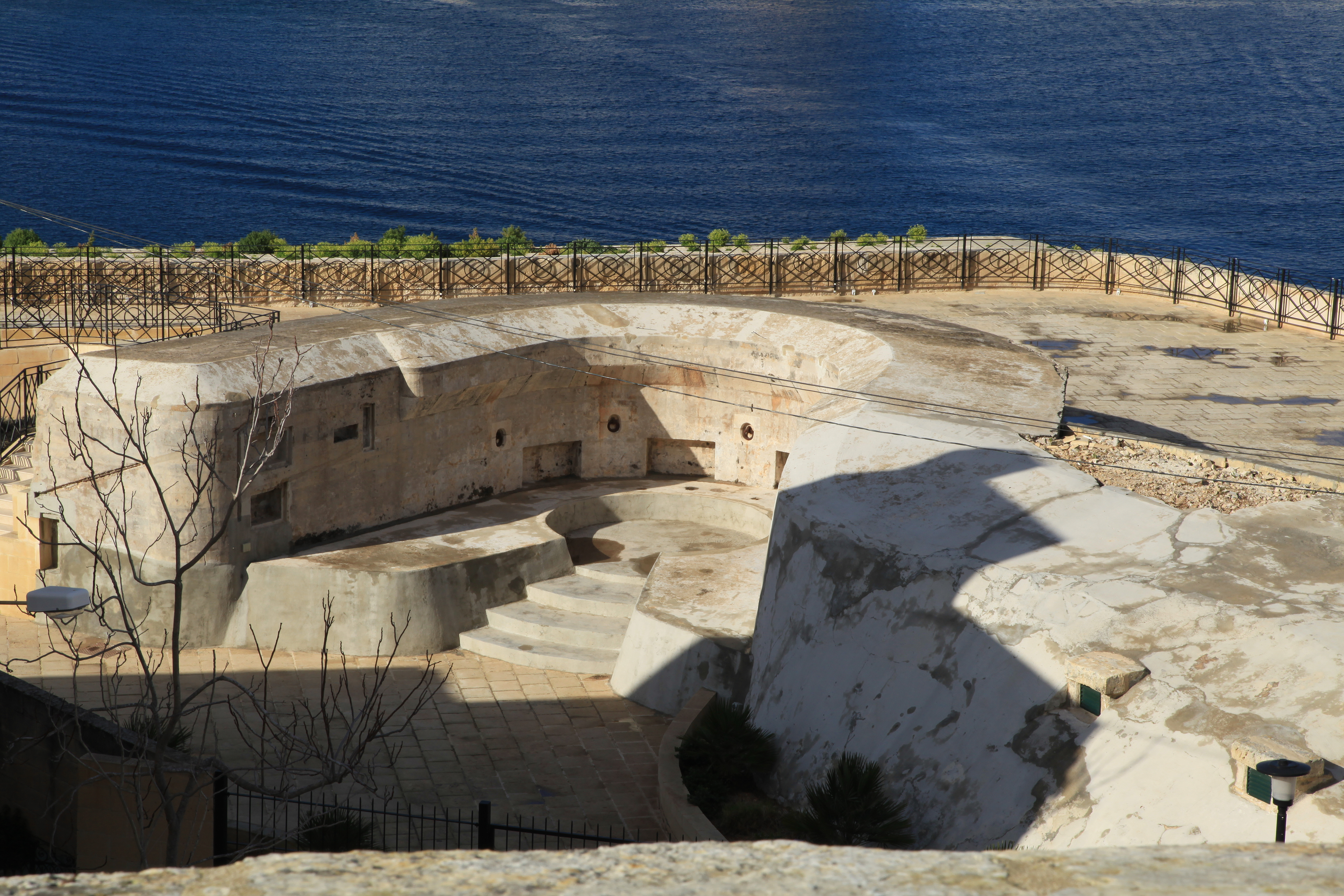
Stanowisko działa w bastionie św. Andrzeja

Fortyfikacje od strony portu Marsamxett rozpoczynają się od bastionu św. Michała w ciągu fortyfikacji frontowych, a kończą się na bastionie św. Grzegorza w forcie Saint Elmo. W ich skład wchodzą:
- St. Andrew Tenaille – małe kleszcze poniżej bastionu św. Michała[48].
- St. Andrew's Bastion (Bastion św. Andrzeja) – asymetryczny pięcioboczny bastion. Jest on dwupoziomowy, w jego dolnej części oryginalnie znajdowała się brama Marsamxett Gate, zburzona na początku XX w.[49] Poniżej bastionu znajduje się niewielka faussebraye. W 1838 w bastionie została postawiona kolumna Ponsonby’ego, lecz została zniszczona przez uderzenie pioruna w 1864[50].
- Manderaggio Curtain (Kurtyna Manderaggio) – mur obronny łączący bastion św. Andrzeja i bastion św. Salwatora. Oryginalnie był podzielony na dwie części, aby umożliwić statkom wpływanie do manderaggio, lecz przerwa została zamurowana, kiedy prace nad manderaggio zostały zarzucone[51].
- San Salvatore Bastion (Bastion św. Salwatora) – płaskoczołowa platforma artyleryjska. W czasie II wojny światowej w bastionie wykopane zostały schrony przeciwlotnicze[52].
- German Curtain (Kurtyna Niemiecka) – mały mur obronny na północ od bastionu św. Salwatora. Tu również były wykopane schrony przeciwlotnicze. Czasami German Curtain jest określana jako bastion[53].
- St. Sebastian Curtain (Kurtyna św. Sebastiana) – mały mur obronny na północ od German Curtain. Tu również były wykopane schrony przeciwlotnicze. Czasami St. Sebastian Curtain jest określana jako bastion[54].
- English Curtain (Kurtyna Angielska) – długi mur obronny koło St. Elmo Bay (zatoki św. Elma). W pobliżu znajduje się Zajazd Bawarski. W obrębie English Curtain znajduje się Jews' Sally Port oraz szereg schronów przeciwlotniczych. Pomiędzy English Curtain a French Curtain znajduje się zrekonstruowana bartyzana[55].
- French Curtain (Kurtyna Francuska) – długi mur obronny koło St. Elmo Bay, połączony z fortem Saint Elmo[56].

### Fortyfikacje od strony Grand Harbour

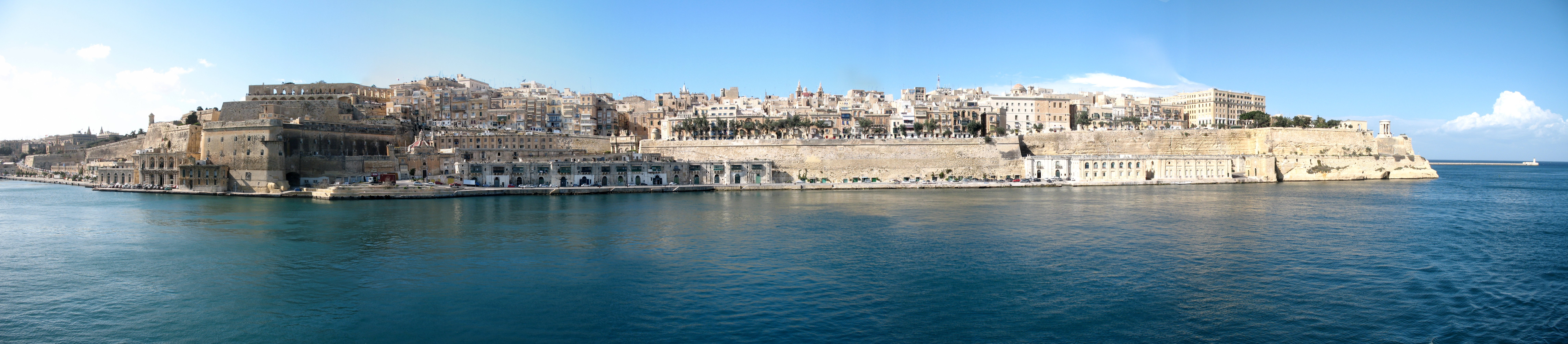
Mury obronne wzdłuż Wielkiego Portu

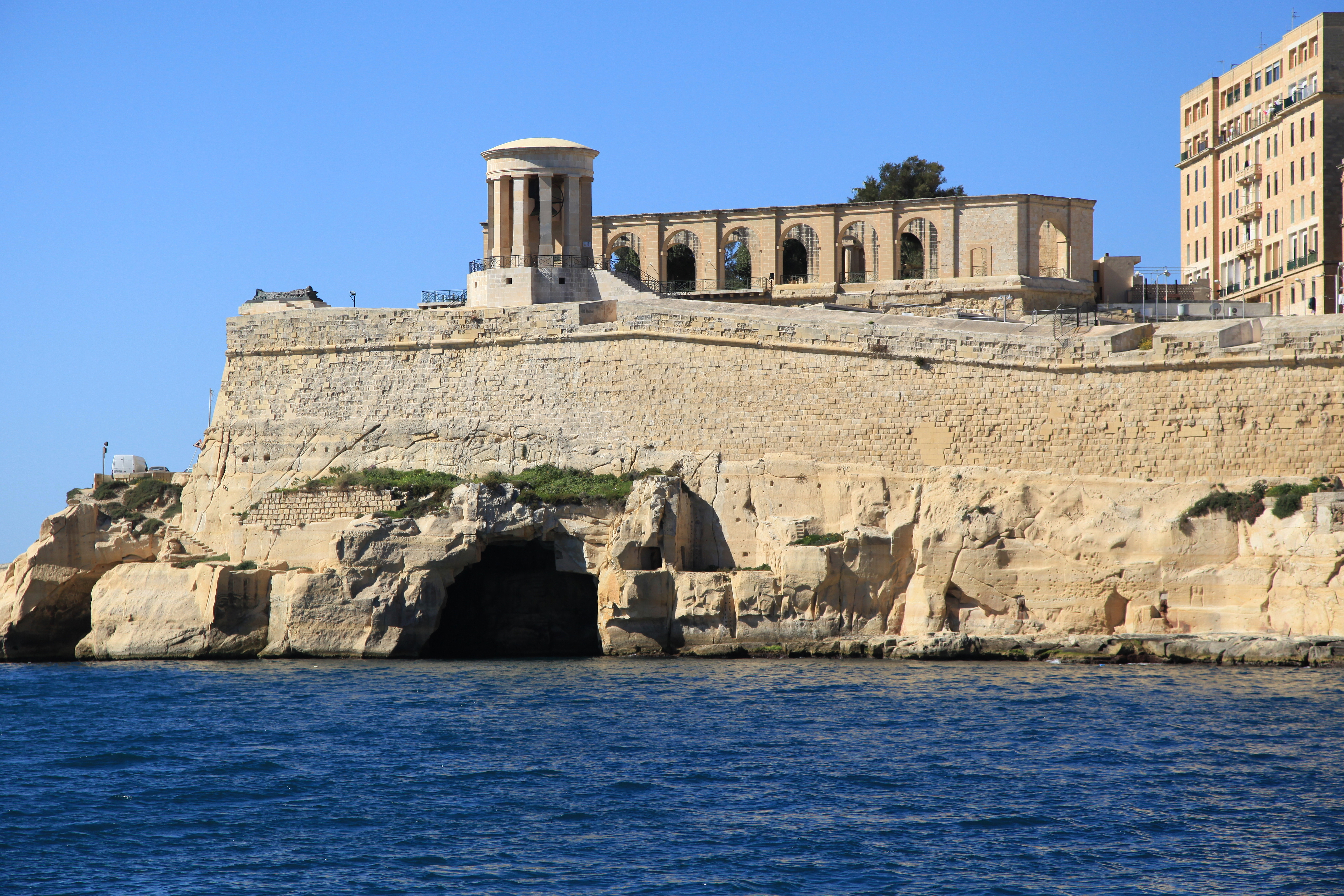
Bastion św. Krzysztofa z Siege Bell War Memorial na szczycie

Fortyfikacje od strony Grand Harbour rozpoczynają się od bastionu św. Piotra i św. Pawła w ciągu fortyfikacji frontowych Valletty, a kończą na kurtynie św. Ubaldeski fortu Saint Elmo. W ich skład wchodzą:
- Fort Lascaris, znany też jako bateria Lascaris lub bastion Lascaris – bateria w pobliżu bastionu św. Piotra i św. Pawła, zbudowana przez Brytyjczyków w latach 1854–1856. W pobliżu znajduje się muzeum Lascaris War Rooms[57].
- Marina Curtain (Kurtyna Mariny), znana  też jako Liesse Curtain (Kurtyna Liesse) – mur osłonowy łączący bastion św. Piotra i św. Pawła z bastionem św. Barbary. Oryginalnie mieściła się w nim brama Del Monte (Del Monte Gate), w XIX w. zburzona i zastąpiona przez Victoria Gate[58].
- St. Barbara Bastion (Bastion św. Barbary) – prostoczołowy bastion o niskim przedpiersiu. Na południowym narożniku bastionu umiejscowiona jest bartyzana[59].
- St. Lucia Curtain (Kurtyna św. Łucji) – mur osłonowy łączący bastion św. Barbary z bastionem św. Krzysztofa[60].
- St. Christopher Bastion (Bastion św. Krzysztofa) – dwupoziomowy, pięcioboczny bastion; został częściowo naruszony, aby zbudować obwodnicę Valletty[61]. Na wyższym poziomie znajdują się Lower Barrakka Gardens, a na niższym Siege Bell War Memorial z Pomnikiem Nieznanego Żołnierza. Większa część dolnej baterii, zbudowanej w latach 1680., została rozebrana, gdy budowano obwodnicę Valletty[62].
- St. Lazarus Curtain (Kurtyna św. Łazarza) – mur osłonowy łączący bastion św. Krzysztofa i bastion św. Łazarza[63].
- St. Lazarus Bastion (Bastion św. Łazarza) – płaskolicy bastion, w którym znajduje się kilka brytyjskich stanowisk ogniowych oraz magazyn[64].

### Fort Saint Elmo

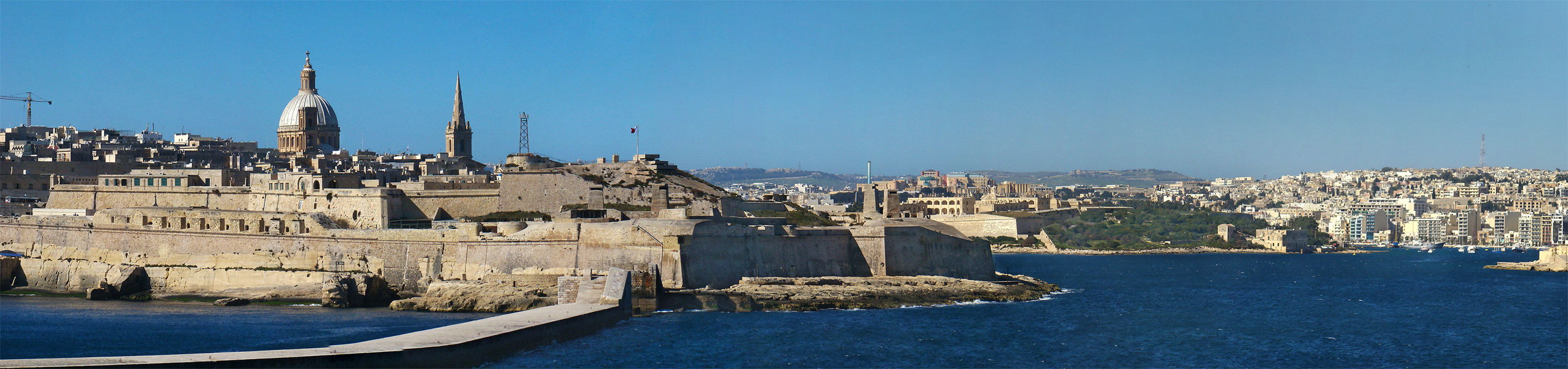
Fort Saint Elmo z wejściem do Marsamxett po prawej

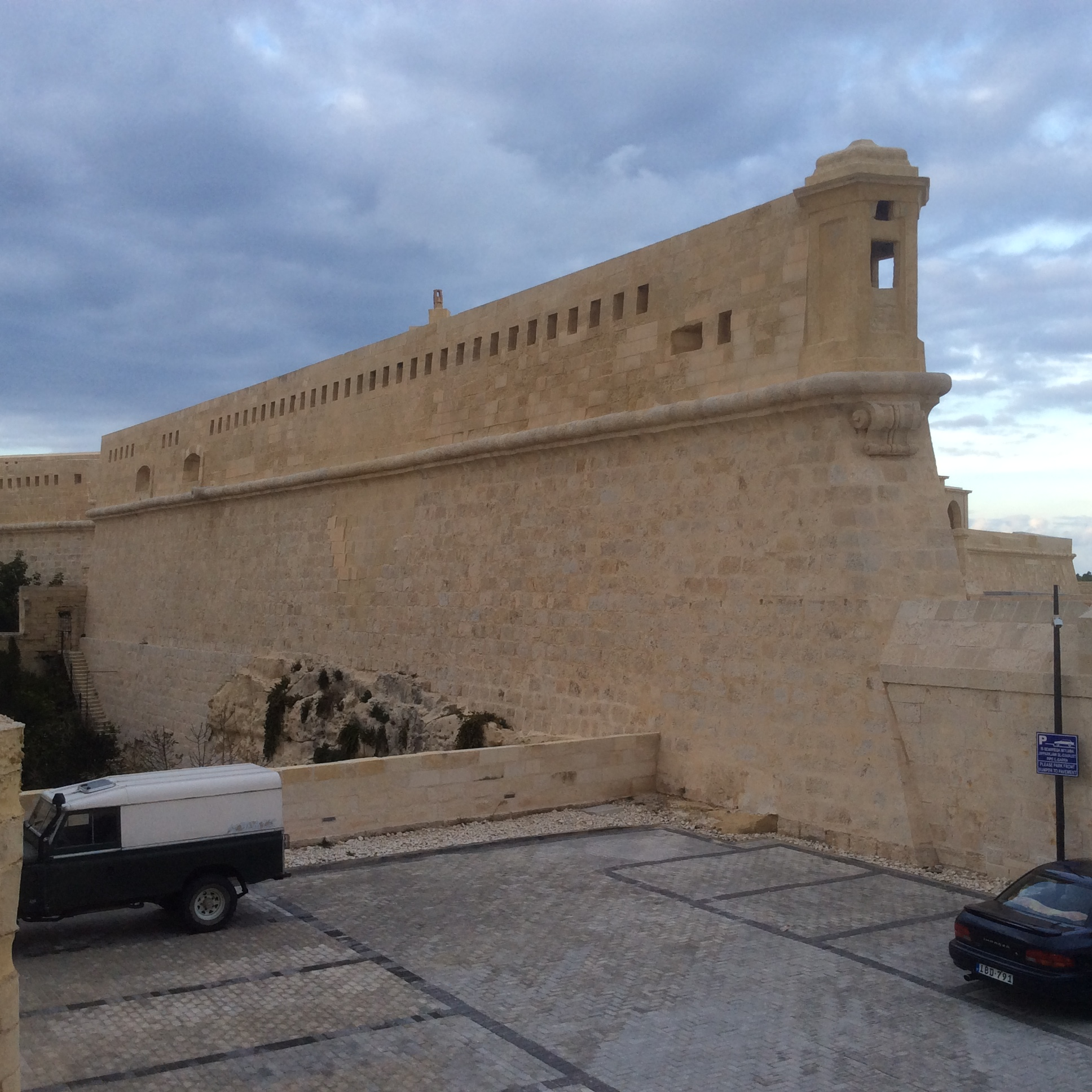
Lewy półbastion fortu Saint Elmo

Fort Saint Elmo jest najstarszą częścią fortyfikacji Valletty. Ma on pod kontrolą wejście do obu portów: Grand Harbour oraz Marsamxett. Fort oraz przyległe tereny zawierają:
- Upper St. Elmo (Górny fort Saint Elmo) – oryginalna twierdza gwiazda, składająca się z dwóch półbastionów, dwóch boków i dwóch czół, placu defilad, budynków koszarowych oraz wielkiego nadszańca.
- Vendôme Bastion (Bastion Vendôme) – bastion zbudowany w 1614, łączący kurtynę Francuską z fortem St. Elmo. Znajduje się na nim bartyzana. Po otoczeniu przez Carafa Enceinte, został przekształcony w magazyny, a później w zbrojownię. Dziś bastion jest częścią Narodowego Muzeum Wojny[65].
- Carafa Enceinte (Dolny fort St. Elmo) – zespół bastionów i kurtyn, zbudowany dookoła fortu St. Elmo po roku 1687. W jego skład wchodzą:
  - St. Gregory Bastion (Bastion św. Grzegorza) – niesymetryczny bastion z lewym czołem dłuższym. Został przerobiony przez Brytyjczyków na pomieszczenie dla dział szybkostrzelnych 57 mm (ang. QF 6-pounder 10 cwt gun)[66].
  - St. Gregory Curtain (Kurtyna św. Grzegorza) – mur osłonowy łączący bastion św. Grzegorza i bastion Niepokalanego Poczęcia. Znajdują się tam stanowiska różnego rodzaju dział brytyjskich[67].
  - Conception Bastion (Bastion Niepokalanego Poczęcia), znany również jako Ball's Bastion (Bastion Balla) – mały pięcioboczny bastion, mieszczący pewną ilość stanowisk dział, magazyny oraz pokoje dla żołnierzy obsługujących działa. Sir Alexander Ball został pochowany w bastionie[68].
  - Sta. Scholastica Curtain (Kurtyna św. Scholastyki) – mur osłonowy łączący bastion Niepokalanego Poczęcia z bastionem św. Jana. Znajduje się tam stanowisko dla działa RML 12.5 inch 38 ton, jak również inne modyfikacje z czasów brytyjskich[69].
  - St. John Bastion (Bastion św. Jana), znany również jako Abercrombie's Bastion (Bastion Abercrombiego) – duży asymetryczny bastion na St. Elmo Point, czubku półwyspu Sciberras. Bastion mieści stanowiska dział oraz magazyny[70].
  - St. Ubaldesca Curtain (Kurtyna św. Ubaldeski), znana też jako Abercrombie's Curtain (Kurtyna Abercrombiego) – długi mur osłonowy łączący bastion św. Jana z bastionem św. Łazarza. Znajdują się tam stanowiska brytyjskich dział[71].

Między górnym St. Elmo a murami Carafa Enceinte znajduje się kilka budynków koszarowych.